# Aventuras AD
Aventuras AD fue una empresa española creadora de videojuegos de la edad de oro del software español. Dedicada ordenadores de 8 bits y 16 bits y especializada en aventuras conversacionales. Nacida a partir de Dinamic Software en el año 1987. Prácticamente toda su producción apareció para Spectrum, Amstrad CPC, Commodore 64, MSX, PC, Atari ST, Commodore Amiga e incluso Amstrad PCW.

## Historia
La empresa comenzó cuando  Andrés Samudio y Carlos Marqués programaron el videojuego La diosa de Cozumel gracias al programa The Quill. Posteriormente se envió a Dinamic Software para su posterior distribución. Pero Dinamic estaba buscando fortalecer su campo de aventuras conversacionales con un equipo de programadores propio, por lo que finalmente se pusieron de acuerdo con Samudio para crear una compañía filial e independiente dedicada a las aventuras gráficas. Samudio compró la marca AD a Dinamic Software renombrándola como  Aventuras AD S. A.

### El DAAD
La primera aventura escrita por Andrés Samudio (La diosa de Cozumel) fue originariamente programada con The Quill, que es como se envió a Dinamic. Sin embargo, tras el acuerdo entre Dinamic y Andrés Samudio para crear la filial dedicada a las aventuras, éste viajó a Gales donde se entrevistó con Tim Gilberts (creador del PAWS), quien les convenció para programar un parser exclusivo para AD (el DAAD, acrónimo de Diseñador de Aventuras AD) que permitiese la conversión de las aventuras a los distintos modelos de ordenador existentes en el mercado. Fue así como Gilberts fue contratado por Aventuras AD durante el siguiente año para desarrollar la herramienta de programación y enseñar al equipo de AD a manejarla. El precio del DAAD fue de más de dos millones y medio de pesetas, y gracias a él el equipo de AD esperaba publicar una media de diez aventuras por año.

## Títulos publicados
- Supervivencia (El Firfurcio) (1989)
- La Aventura Original (1989)
- Jabato (1989)
- La diosa de Cozumel (1990)
- La aventura espacial (1990)
- Los templos sagrados (1991)
- Chichén Itzá (1992)